# Waldo Salt
Waldo Pressman Salt (Chicago, 18 ottobre 1914 – Los Angeles, 7 marzo 1987) è stato uno sceneggiatore statunitense.

## Biografia
Laureatosi alla Stanford University nel 1932, inizia la sua attività di sceneggiatore nel 1937, con La sposa vestiva di rosa. 
Attivista di sinistra, si iscrive nel 1938 nelle file del Partito Comunista degli Stati Uniti d'America. Al termine della Seconda guerra mondiale viene ascritto nella lista nera di Hollywood durante il Maccartismo ed allontanato dall'attività cinematografica. Trasferitosi in Gran Bretagna, diviene autore televisivo di serie di successo, rientrando in patria negli anni sessanta, dove riprende l'attività di sceneggiatore, sia televisivo che cinematografico, conquistando due premi Oscar, nel 1970 per Un uomo da marciapiede, e nel 1979 per Tornando a casa, entrambi con protagonista Jon Voight.

## Filmografia
- La sposa vestiva di rosa (The Bride Wore Red), regia di Dorothy Arzner (1937)
- Scandalo a Filadelfia (The Philadelphia Story), regia di George Cukor (1940)
- Mister Winkle va alla guerra (Mr. Winkle Goes to War), regia di Alfred E. Green (1944)
- Il vagabondo della foresta (Rachel and the Stranger), regia di Norman Foster (1948)
- La leggenda dell'arciere di fuoco (The Flame and the Arrow), regia di Jacques Tourneur (1950)
- Taras il magnifico (Taras Bulba), regia di J. Lee Thompson (1962)
- I tre da Ashiya (Flight from Ashiya), regia di Michael Anderson (1964)
- Monsieur Cognac (Wild and Wonderful), regia di Michael Anderson (1964)
- Un uomo da marciapiede (Midnight Cowboy), regia di John Schlesinger (1969)
- La gang che non sapeva sparare (The Gang That Couldn't Shoot Straight), regia di James Goldstone (1971)
- Serpico, regia di Sidney Lumet (1973)
- Il giorno della locusta (The Day of the Locust), regia di John Schlesinger (1975)
- Tornando a casa (Coming Home), regia di Hal Ashby (1978)